# 阿倍御県
阿倍 御県（あべ の みあがた、生没年不詳）は、奈良時代の貴族。氏は安倍、名は三県とも表記される。姓は朝臣。官位は正五位下・豊前守。

## 経歴
孝謙朝末の天平勝宝9歳（757年）榎井小祖・大原今城・石川公成・藤原真先・田中多太麻呂・大伴不破麻呂・文室波多麻呂らとともに従五位下に叙爵し、淳仁朝初頭の天平宝字3年（759年）右京大夫・粟田奈勢麻呂と同時に右京亮に御県が任ぜられている。。
淳仁朝末の天平宝字7年（763年）従五位上・武部大輔に叙任される。翌天平宝字8年（764年）に発生した藤原仲麻呂の乱での動静は不明だが、賞罰を受けた形跡がないことから中立を守ったか。
称徳朝の天平神護2年（766年）山陰道巡察使に任命される。神護景雲元年（767年）それまでの刑部大輔に田原鋳銭長官を兼帯する。これは、天平神護元年（765年）に改鋳された神功開宝の鋳造を推進する目的があった。神護景雲3年（769年）筑前守として地方官に転じると、宝亀2年（771年）豊前守と称徳朝から光仁朝にかけて、九州地方の地方官を務めた。宝亀5年（773年）正五位下に至る。

## 官歴
注記のないものは『続日本紀』による。
- 時期不詳：正六位上
- 天平勝宝9歳（757年） 5月20日：従五位下
- 天平宝字3年（759年） 5月17日：右京亮
- 天平宝字7年（763年） 正月9日：従五位上。4月14日：武部大輔
- 天平神護2年（766年） 9月23日：山陰道巡察使
- 時期不詳：刑部大輔
- 神護景雲元年（767年） 12月9日：田原鋳銭長官
- 神護景雲3年（769年） 3月10日：筑前守
- 宝亀2年（771年） 11月19日：豊前守
- 宝亀5年（773年） 正月7日：正五位下